# C2B
消费者企业之间模式（consumer to business，又譯消費者對商家模式，或C2B模式）是指消費者（個人）提供產品及服務需求給公司，向公司发起消费的商業模式。
這種商業模式，是相對於公司提供產品或服務予消費者的傳統模式的逆轉。這樣的經濟關係被視為是一種逆向的商業模式。

## 前提
C2B的出現主要是因為社會正歷經以下的轉變：
- 能夠通往大眾的雙向交流人際網絡使得這種類型的商業關係變得可能。傳統媒體皆只能建立單向的互動關係，而網際網路則是一種雙向交流的媒介。
- 技術取得的代價下降：現今，個人已經能夠接觸過去只有大型公司才能取得的技術（印刷、高效能電腦及功能強大的軟體等等。

## 与B2C模式的区别
B2C的基因就是信息对称，比拼的就是价格，这严重挤压了供应商和电商的生存空间。供应商难过，电商更难过。然而，从消费者的角度看，有太多的选择，有太多的空间，这让他们无所适从。
这样的恶性竞争是注定无法长久的。消费者需要的是性价比，而不仅仅是简单的便宜，所以电子商务教父马云也早已表示：“C2B是电子商务的未来。”
C2B是消费者发起的需求，更加贴近生产。通过博弈数据的挖掘，可以对消费者的层次进行分类，从而可以更有针对的给消费者提供适合他的高性价比产品，对供应商而言，也是作出更加贴近消费者产品，降低风险，提高效率。

## 实现形式

### 个性化定制
个性化定制顾名思义，就是由消费者主导，提出自己的需求，由厂商根据消费者的需求定制相应的个性化产品。

## 参看
- B2B （公对公）
- B2C （零售）
- C2C （私对私）
- B2G（英语：Business-to-government） （企业对政府）
- 电子商业（英语：E-Business） （不同于电子商务，是一个更广泛的概念）[1]